# Dragonriders: Chronicles of Pern
Dragonriders: Chronicles of Pern est un jeu vidéo de type action-RPG et aventure développé par Ubi Studios UK et édité par Ubi Soft, sorti en 2001 sur Windows et Dreamcast.
Il est adapté de la série littéraire La Ballade de Pern d'Anne McCaffrey.

## Accueil
Le jeu a été assez mal accueilli par la presse spécialisée :
- GameSpot : 4,9/10 (PC)[1] - 6,2/10 (DC)[2]
- IGN : 3,8/10 (PC)[3]
- Jeuxvideo.com : 10/20 (DC)[4]

Le jeu est cité en 2018 dans le dossier de Canard PC « Les Nanars du jeu de rôle : Une contre-histoire du RPG » qui voit en lui des défauts liés au passage rapide des jeux vidéo à la 3D : des « points de vue fixes qui donnent l'impression de jouer une caméra de surveillance » et des « paysages affreusement laids ».